# 格雷西 (肯塔基州)
格雷西（英語：Gracey）是位於美國肯塔基州克里斯蒂安縣的一個人口普查指定地區。

## 人口
根據2020年美國人口普查的數據，格雷西的面積為0.62平方千米，當中陸地面積為0.62平方千米，而水域面積為0.00平方千米。當地共有人口117人，而人口密度為每平方千米188.71人。